# Janne Jalasvaara
Janne Jalasvaara (* 15. April 1984 in Oulu) ist ein finnischer Eishockeyspieler, der zuletzt bei Kunlun Red Star in der Kontinentalen Hockey-Liga unter Vertrag stand.

## Karriere
Janne Jalasvaara begann seine Karriere als Eishockeyspieler in seiner Heimatstadt in der Nachwuchsabteilung von Kärpät Oulu, in der er bis 2001 aktiv war. Anschließend wechselte er zu den Junioren der Espoo Blues, für deren Profimannschaft er in der Saison 2002/03 sein Debüt in der SM-liiga gab. In insgesamt 17 Spielen blieb er dabei punktlos und erhielt vier Strafminuten. Auch in den folgenden drei Jahren kam der Verteidiger regelmäßig für Espoo in der SM-liiga zum Einsatz, konnte sich jedoch nicht endgültig durchsetzen und spielte als Leihspieler für die finnische U20-Nationalmannschaft, Haukat, Salamat und Kiekko-Vantaa in der zweitklassigen Mestis.
Zur Saison 2006/07 wechselte Jalasvaara innerhalb der SM-liiga zu KalPa Kuopio, wo er sich in den folgenden Jahren zum Führungsspieler entwickelte. Sein größter Erfolg mit KalPa war das Erreichen des dritten Platzes in der Saison 2008/09. Im Januar 2011 wurde der Finne vom OHK Dynamo aus der Kontinentalen Hockey-Liga verpflichtet. Für die Russen erzielte er bis zum Saisonende in insgesamt 16 Spielen zwei Tore und bereitete fünf vor. Im Anschluss an das Erstrundenaus von Dynamo in den Playoffs wurde sein Vertrag vorzeitig um zwei Jahre verlängert.  Ein Jahr später gewann er mit dem OHK Dynamo die Meisterschaftstrophäe der KHL, den Gagarin-Pokal.
Bis 2015 absolvierte Jalasvaara insgesamt über 270 KHL-Partien für Dynamo Moskau, ehe sein Vertrag im Sommer 2015 auslief und er zum HK Sotschi an die Schwarzmeerküste wechselte. Ein Jahr später wechselte er innerhalb der Liga zum neu gegründeten Klub Kunlun Red Star und kam auf 56 Einsätze für den KHL-Teilnehmer aus Peking.

### International
Für Finnland nahm Jalasvaara im Juniorenbereich an der U18-Junioren-Weltmeisterschaft 2002 sowie den U20-Junioren-Weltmeisterschaften 2003 und 2004 teil. Bei beiden U20-Weltmeisterschaften gewann er mit seiner Mannschaft jeweils die Bronzemedaille. Im Seniorenbereich stand er 2011 im Aufgebot seines Landes bei der Euro Hockey Tour und bei der Herren-Weltmeisterschaft 2013.

## Erfolge und Auszeichnungen
- 2003 Bronzemedaille bei der U20-Junioren-Weltmeisterschaft
- 2004 Bronzemedaille bei der U20-Junioren-Weltmeisterschaft
- 2012 Gagarin-Pokal-Gewinn mit dem OHK Dynamo
- 2013 Gagarin-Pokal-Gewinn mit dem HK Dynamo Moskau

## Statistik
(Stand: Ende der Saison 2016/17)